# Karl Ludwig Friedrich von Hinckeldey

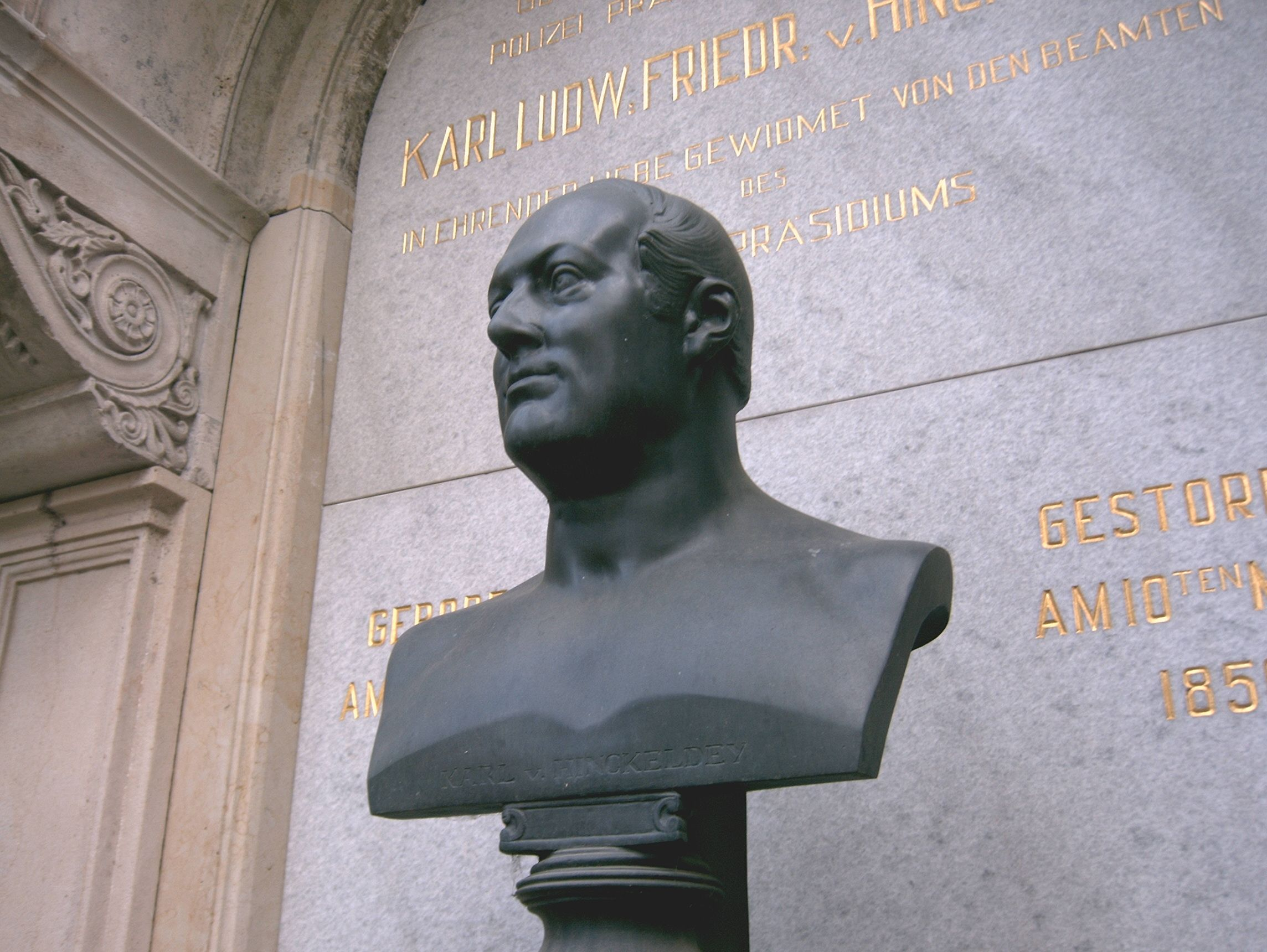
Büste am Grabmal Hinckeldeys auf dem Friedhof der Nikolaigemeinde Berlin

Karl Ludwig Friedrich von Hinckeldey (* 1. September 1805 auf Schloss Sinnershausen bei Wasungen, Sachsen-Meiningen; † 10. März 1856 in Charlottenburg; in einem Duell erschossen) war unter Friedrich Wilhelm IV. Generalpolizeidirektor in Berlin. Er gestaltete maßgeblich das Vorgehen gegen Demokraten in der Reaktionsära.

## Herkunft
Die Familie Hinckeldey erhielt durch den Großvater Heinrich Hieronimus Hinckeldey (1720–1805) im Jahr 1754 den Reichsadel. Seine Eltern waren Karl von Hinckeldey (1760–1835) und dessen Ehefrau Christine von Cochenhausen (1775–1807), eine Tochter des hessischen Generalmajors Johann Friedrich von Cochenhausen (1728–1793) und der Dorothea von Oberg. Sein Vater war löwensteinisch-wertheimscher Hofrat sowie Syndikus des Ritterkantons Mittelrhein.

## Lebenswerk
Hinckeldey trat 1826 in den preußischen Staatsdienst und wurde zunächst Regierungsassessor in Köln und Liegnitz, später dort Regierungsrat. Er wurde nach Arnsberg versetzt und, nachdem er als Oberregierungsrat in Merseburg gewirkt hatte, wurde er 1848 Polizeipräsident von Berlin.
Hinckeldey wurde von Friedrich Wilhelm IV. in auffälliger Weise protegiert und schließlich zum Generaldirektor der Polizei in Preußen ernannt. Im Auftrag des Königs beobachtete er die Kreuzzeitung, woraus sich bald auch eine persönliche Gegnerschaft entwickelte. Als Polizeipräsident hatte er den demokratischen Kräften entgegenzutreten. Andererseits erwarb er sich große Verdienste um die Stadt und um viele gemeinnützige Einrichtungen und Organisationen.
Er wurde Generalpolizeidirektor und 1853 als Geheimer Oberregierungsrat Leiter der Abteilung für Polizei im Ministerium des Innern. Dort erwarb er sich das volle Vertrauen des Königs und konnte sich Anerkennung in der Bürgerschaft verschaffen. Der Adel hingegen kam mit ihm nicht zurecht, da Hinckeldey eine strenge Unparteilichkeit wahrte. 1848 ordnete Hinckeldey die Nummerierung von Schutzmännern in Berlin an. Die Nummern wurden auf den Zylindern getragen, die Teil der Uniform waren.

## Intrige des Adels
Die Stellung Hinckeldeys zum Adel spitzte sich immer mehr zu, sodass in den Kreisen des höfischen Militärs verabredet wurde, Hinckeldey zum Duell zu fordern, in dem der Polizeidirektor den sicheren Tod finden musste.
Karl August Varnhagen von Ense berichtet, dass sich die Herren von Rochow, von Prillwitz und ein weiterer Offizier verpflichteten, Hinckeldey durch Beleidigungen dazu zu zwingen, eine Forderung auszusprechen.  Den Anlass hierzu gab eine Festveranstaltung, bei der die Gardeoffiziere die Anwesenheit von Polizeioffizieren für nicht hinnehmbar erklärten und von Hinckeldey eine „Eintrittskarte“ verlangten. Es entspann sich ein scharfer Wortwechsel zwischen Hinckeldey und Hans von Rochow, der Offizier und Mitglied des Herrenhauses war. Nach anderen Angaben kam er mit einem der Mitglieder in Konflikt, als er einen adeligen Spielklub schließen ließ.
Es wird berichtet, dass Hinckeldey die Forderung in der sicheren Erwartung aussprach, der König werde die Durchführung des Duells verbieten. Angesichts des Ehrenkodexes jener Zeit war kaum eine Alternative geblieben. Hätte er die Beleidigungen widerspruchslos akzeptiert oder sich auf einen verbalen Protest beschränkt, wäre seine Stellung in der Öffentlichkeit unhaltbar geworden.
Angeblich hat Hinckeldey noch am Morgen des Duells Ausschau nach einem Adjutanten Friedrich Wilhelms gehalten, der das Duell untersagen sollte. Der König blieb jedoch untätig. Er schrieb hierzu am 2. April 1856 an seinen Minister Ferdinand Otto von Westphalen:

„Der Vorwurf, der mich selbst trifft, ist immer größer; denn ich wußte seit mehreren Tagen, daß es auf die Tötung Hinckeldeys abgesehen war, oder hatte wenigstens die Entschuldigung, es glauben zu können. Hier war aber eine höchst taktvolle und zarte Prozedur erforderlich, um den bereits verbreiteten Verdacht, ‚Hinckeldey könne kein Pulver riechen‘, nicht unwiderruflich zu etablieren. Das, ich gestehe es offen, hat mich zaghaft gemacht. Nun, Gott hat es so gefügt. Die Sache ist nicht gutzumachen, aber – der Sieg seiner Feinde ist zu mindern.“

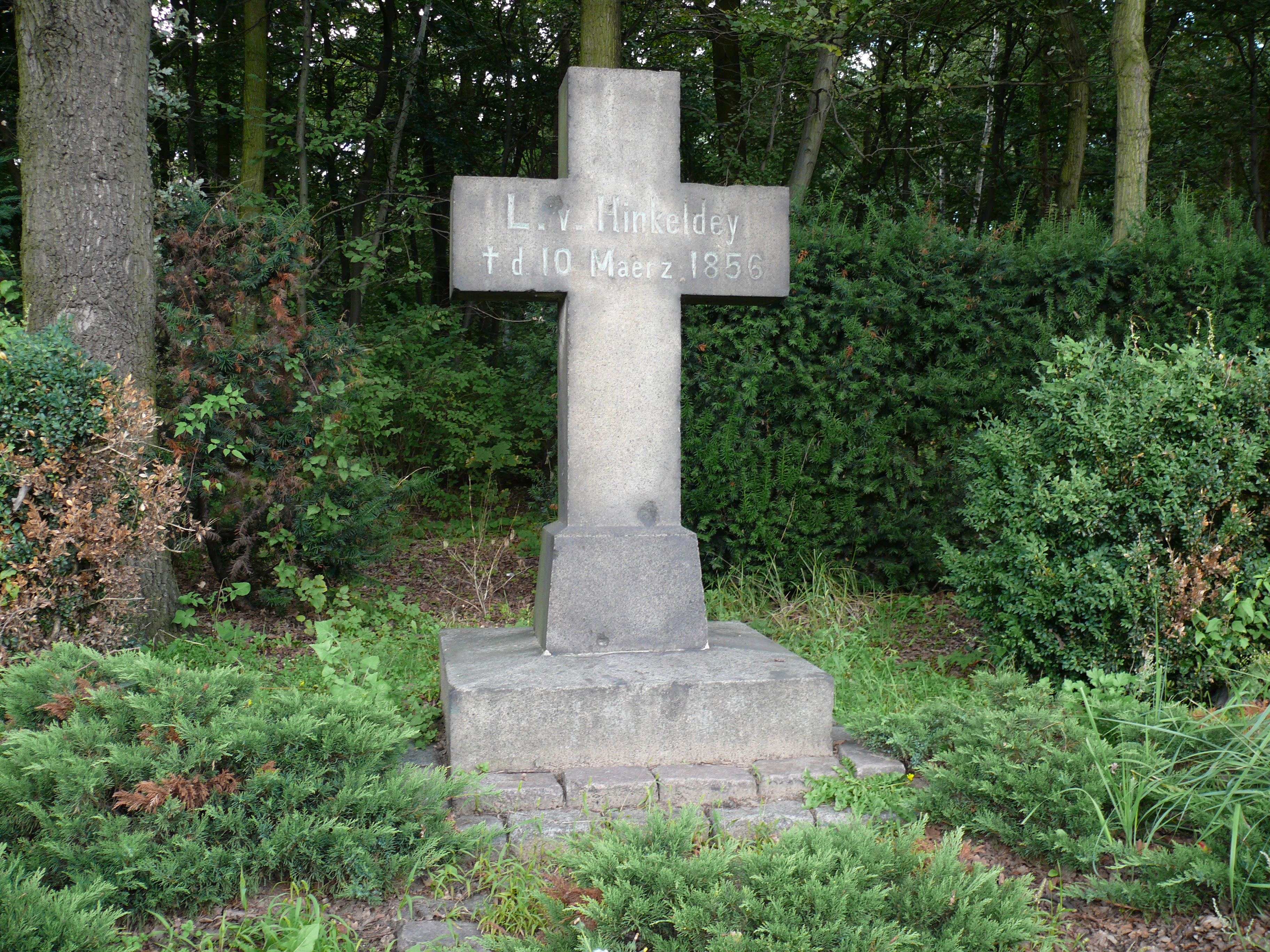
Gedenkstein für Karl Ludwig Friedrich von Hinckeldey (Hinkeldey) in der Nähe des Ortes, an dem das Duell stattfand (neuer Standort seit 1956)

So nahmen die Dinge den vorhersehbaren Verlauf: Von Rochow erschoss Hinckeldey. Der Arzt Ludwig von Hassel war Zeuge: „Rochow blieb unverletzt stehen, Hinckeldey dagegen machte eine halb zirkelartige Bewegung und sank dann in die Arme Hassels und Münchhausens, die ihn sanft zur Erde gleiten ließen.“ Rochow wurde zu vier Jahren Festungshaft verurteilt, die seine Ehre und Reputation nicht beeinträchtigten. Nach einem Jahr wurde er begnadigt.
Hinckeldey wurde mit allen Ehren begraben. Dem Trauerzug schlossen sich neben dem Prinzen Wilhelm hunderttausend Bürger Berlins an, die ihren Hass auf den gefürchteten Polizeidirektor rasch vergessen hatten. Sein Grab befindet sich auf dem Friedhof der St.-Nikolai- und St.-Marien-Gemeinde an der Prenzlauer Allee. Es ist seit 1994 als Ehrengrab der Stadt Berlin gewidmet.
Ein steinernes Kreuz befand sich seit 1856 am Ort des Duells 300 Meter nördlich des Forsthauses Königsdamm (etwa: Heckerdamm/Kurt-Schumacher-Damm), es steht seit 1956 am Ostrand des Volksparks Jungfernheide. Die Hinckeldeybrücke, die zunächst für den Tegeler Weg über den Hohenzollernkanal errichtet worden war, wurde als Name für die Autobahnbrücke des Kurt-Schumacher-Damms in Berlin-Charlottenburg-Nord übernommen. Die Laubenkolonie Hinckeldey südöstlich der Anschlussstelle Saatwinkler Damm der A 111 wurde – begründet durch die Lage des Duellplatzes – nach ihm benannt.

## Literarisches Echo
Theodor Fontane erwähnt das Gedenkkreuz in seiner Novelle Irrungen, Wirrungen, wo er den männlichen Protagonisten Botho von Rienäcker bei einem Spazierritt an dieser Stelle vorbeikommen lässt, was dieser zum Anlass nimmt, in seinen Gedanken über die Pflichten des Adels zu räsonieren. Fontane stellt Hinckeldey dabei als einen standesbewussten, aber auch überheblichen Adeligen dar, der die Einwände seines bürgerlichen Untergebenen gegen das Duell kurz und hochfahrend abkanzelt.

## Familie
Hinckeldey heiratete 1835 in Hildburghausen Karoline von Grundherr (1813–1898), eine Tochter des bayerischen Revierförsters Christoph von Grundherr und der Anna von Grundherr. Das Paar hatte drei Söhne und vier Töchter, darunter:
- Friedrich (1853–1924), preußischer Generalleutnant
- Ida Louise Marianne Amalie (* 8. November 1836; † 25. Januar 1867) ⚭ Friedrich Georg Christian von Werthern (* 1. Dezember 1833; † 21. Oktober 1879)[5][6]